# 水力旋流器
水力旋流器是一种用于分离矿物的设备，根据不同粒度的矿物做回旋运动时所受离心力不同，而达到分离目的。除分离矿物外，水力旋流器还用于水体净化、溶液除杂等。在一定的压力下，矿浆经过矿管沿切线方向进入倒锥形壳体，在壳体内做回旋运动。大粒度矿物因为受到的离心力大而进入旋流器外围，最终成为沉砂，由底部沉砂嘴排出；小粒度矿物受到的离心力较小，因此处于旋流器中心并随液流向上运动，最后由溢流管排出形成溢流。这样便分离了不同粒度的矿物。